# 多宝如来
多宝如来（たほうにょらい、サンスクリット語: प्रभूतरत्न、英語: Prabhūta-ratna）は、大乗仏教の信仰対象である如来の一尊。「多宝」はサンスクリット名の意訳である。法華経に登場する、東方の宝浄国の教主。釈尊の説法を賛嘆した仏である。多宝塔に安置したり、多宝塔の両隣に釈迦牟尼仏と合わせて本尊（一塔両尊）にしたりする。

## 法華経の見宝塔品第十一
多宝如来は、過去仏（釈尊以前に悟りを開いた無数の仏）の1人であり、東方無量千万億阿僧祇（あそうぎ）の宝浄国に住するという（「無量千万億阿僧祇」とは「無限のかなた」というほどの意味）。中国、朝鮮半島、日本を通じて多宝如来単独の造像例はほとんどなく、法華経信仰に基づいて釈迦如来とともに2体1組で表される場合がほとんどである。釈迦如来と多宝如来を一対で表すのは、法華経の第11章にあたる見宝塔品（けんほうとうほん）の次の説話に基づく。
釈尊（釈迦）が説法をしていたところ、地中から七宝（宝石や貴金属）で飾られた巨大な宝塔が出現し、空中に浮かんだ。空中の宝塔の中からは「すばらしい。釈尊よ。あなたの説く法は真実である」と、釈尊の説法を称える大音声が聞こえた。その声の主は、多宝如来であった。多宝如来は自分の座を半分空けて釈尊に隣へ坐るよう促した。釈尊は、宝塔内に入り、多宝如来とともに坐し、説法を続けた。過去に東方宝浄国にて法華経の教えによって悟りを開いた多宝如来は「十方世界（世界のどこにでも）に法華経を説く者があれば、自分が宝塔とともに出現し、その正しさを証明しよう」という誓願を立てていたのであった。
この説話に基づき、釈迦如来と多宝如来を一対で造像したり、1つの台座に釈迦如来と多宝如来が並んで坐す並坐像（びょうざぞう）が作られた。

## 如来像の安置

### 日蓮宗・法華宗

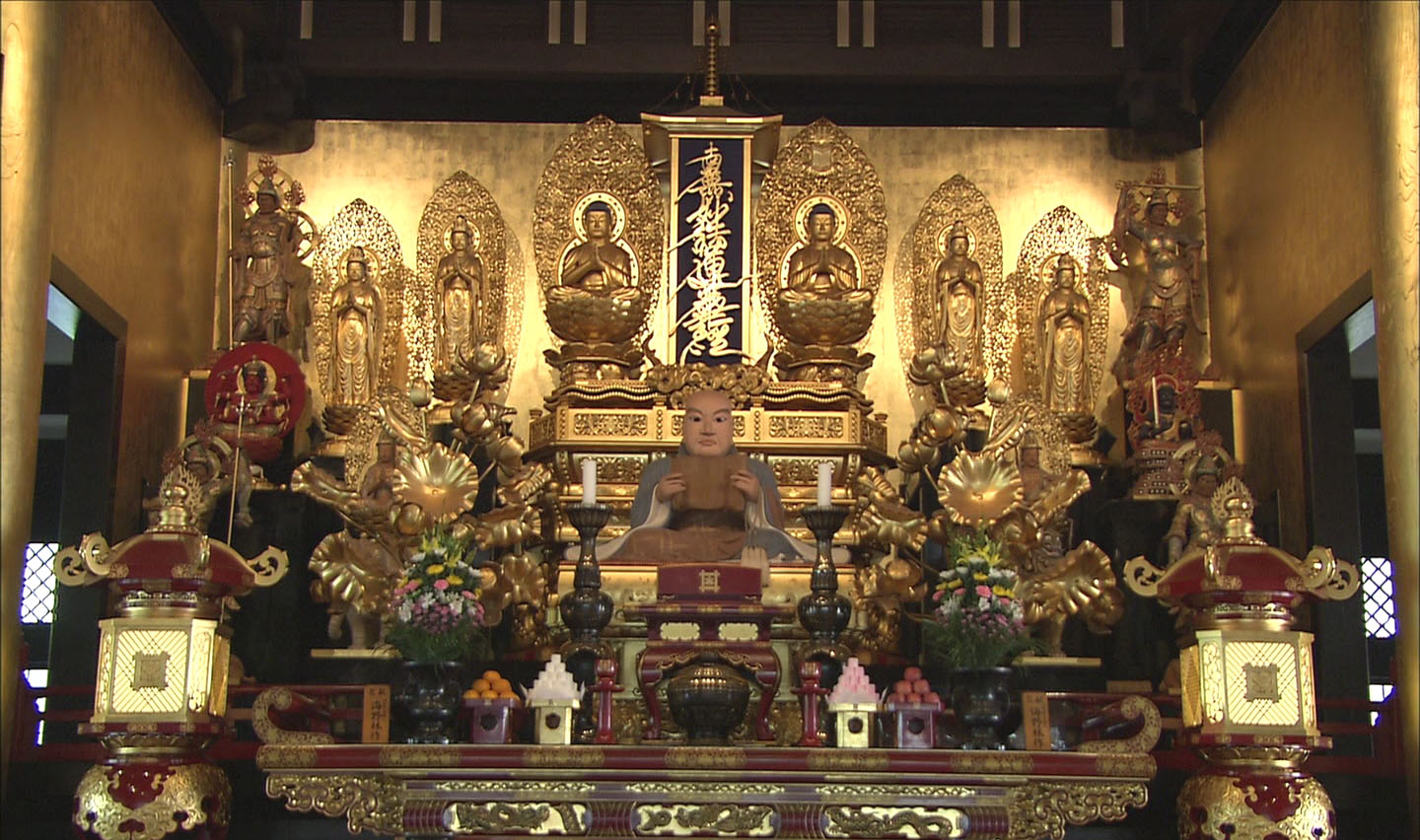
久遠寺の三宝尊

日蓮宗・法華宗では、多宝如来は法華経の正しさを証明する仏として、釈迦如来に次いで重視されており、宝塔の両脇に釈迦如来と多宝如来を配した「一塔両尊」という安置形式をしばしば見る。

### 日蓮宗・法華宗以外
日本における日蓮宗・法華宗以外の遺品としては、奈良・東大寺戒壇院中央の塔内に安置された釈迦如来・多宝如来像（唐時代）が知られる。中国における作例としては、東京・根津美術館所蔵の銅造釈迦如来・多宝如来並坐像は、中国の北魏の「太和13年」（489年）の銘があり、制作年代の判明する基準作として貴重である。

## 多宝塔
多宝塔の項目を参照。